# Dagi (vizir)
Ne doit pas être confondu avec Dagi (gouverneur).
Dagi est un vizir égyptien sous le règne du pharaon Montouhotep II de la XIe dynastie.
Dagi est principalement connu par sa tombe à Thèbes Ouest (TT103), qui était autrefois décorée de peintures et de reliefs. Des reliefs, seuls de petits fragments ont été retrouvés, alors qu'il reste des restes importants de peintures. Dans la décoration de la tombe, il apparaît avec le titre de vizir. Dans la tombe a également été trouvé son sarcophage décoré (maintenant dans le Musée égyptien du Caire) sur lequel il apparaît avec le titre de « Surveillant de la porte ». C'était très probablement sa fonction avant qu'il ne devienne vizir. Son nom et ses titres apparaissent également sur des reliefs trouvés dans le temple mortuaire de Montouhotep II à Deir el-Bahari. Ces fragments fournissent la preuve qu'il était en fonction sous ce roi.

Tombe TT103 de Dagi
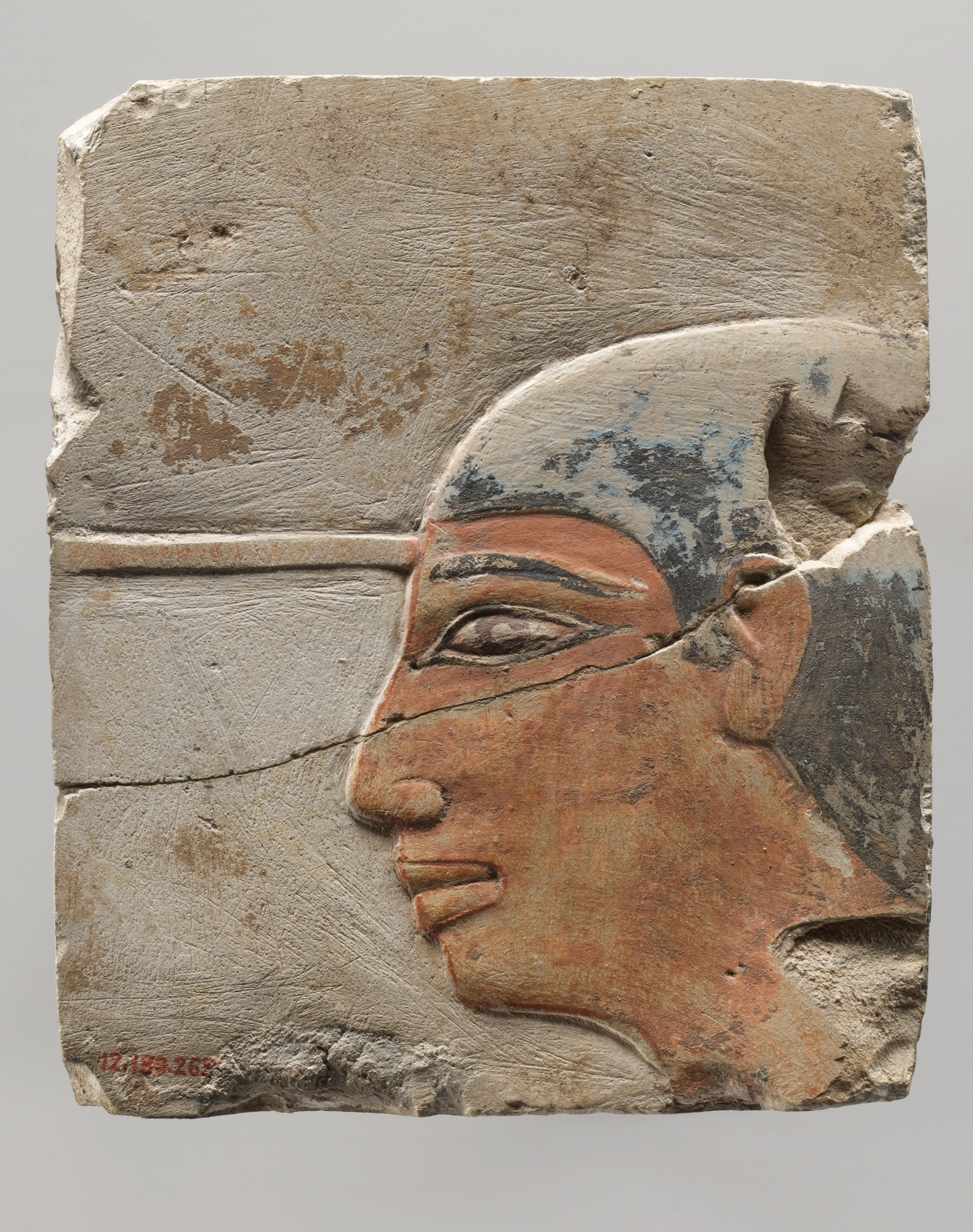
Fragment de relief peint, actuellement au MET.
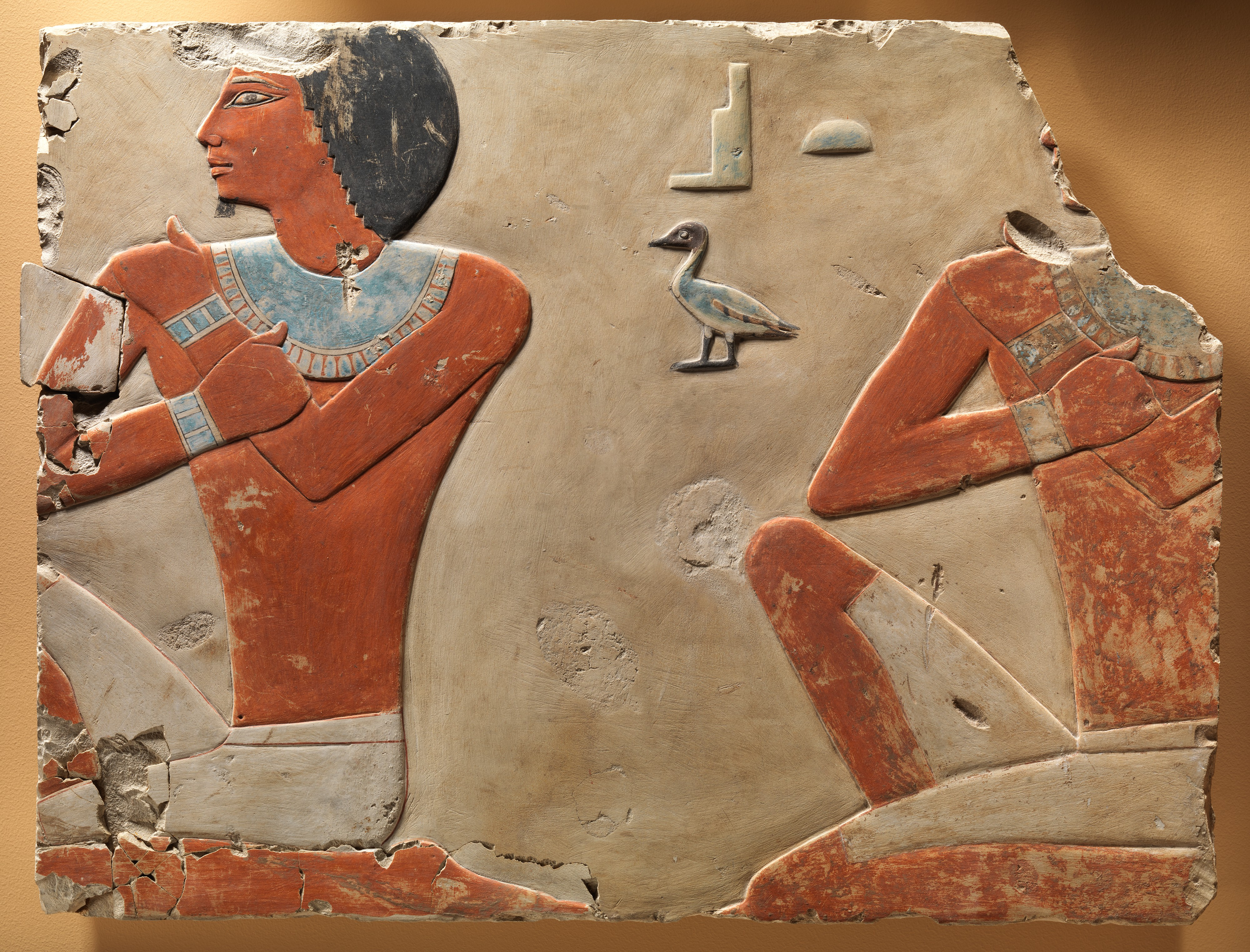
Fragment d'un relief représentant deux fonctionnaires ou fils de Dagi en position agenouillée.
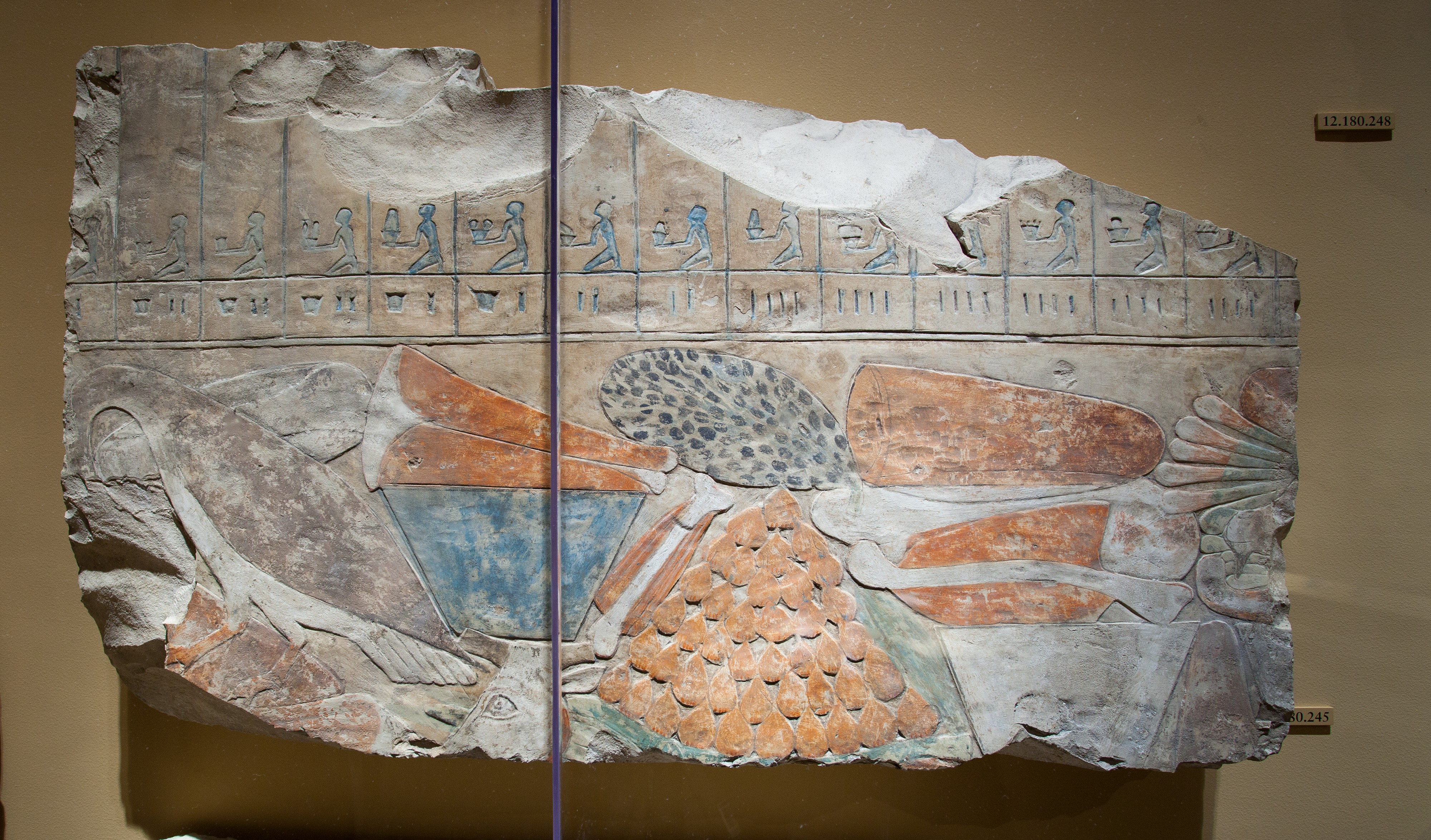
Fragment d'un relief représentant une pile d'offrandes et une partie d'une liste d'offrandes.